# ヘンリー・パーシー (第2代ノーサンバランド伯)
第2代ノーサンバランド伯ヘンリー・パーシー（Henry Percy, 2nd Earl of Northumberland, 1394年2月3日 - 1455年5月22日）は、15世紀イングランドの貴族である。ヘンリー・パーシー（ホットスパー）とその妻エリザベス・モーティマー（マーチ伯エドマンド・モーティマーとフィリッパ・オブ・クラレンス（エドワード3世の次男クラレンス公ライオネル・オブ・アントワープの一人娘））の子であり、初代ノーサンバランド伯ヘンリー・パーシーの孫にあたる。

## 生涯
父と祖父がヘンリー4世に反乱を起こしたせいでノーサンバランド伯爵位は取り上げられたが、パーシーはヘンリー5世の好意で祖父の遺領を受け取って、伯爵家を再興した。
以後パーシーはヘンリー5世に仕え、1417年からスコットランド国境の警備を担当。1422年にヘンリー5世が亡くなり、僅か1歳の息子ヘンリー6世治下の新体制の初期には執政評議会にいた。
しかし、同じくスコットランド国境警備担当のソールズベリー伯リチャード・ネヴィルとは仲が悪く、1448年のスコットランド軍の戦闘では仲間割れを起こして敗北した。この対立は薔薇戦争にも引き継がれ、パーシーはランカスター派に留まったが、ソールズベリー伯はヨーク派の首領のヨーク公リチャードと組んで戦争を引き起こした。1455年5月22日、パーシーは緒戦のセント・オールバーンズの戦いでランカスター側で戦い、戦死した。
ノーサンバランド伯爵は長男のヘンリー・パーシーが継いだが、1461年に戦死、ランカスター派のヘンリー6世が廃位されてヨーク派のエドワード4世が即位すると、孫のヘンリー・パーシーはロンドン塔に投獄され、爵位はソールズベリー伯の次男・ジョン・ネヴィルに与えられた。

## 結婚と子供達
パーシーはウェストモーランド伯ラルフ・ネヴィルとその2番目の妻であるジョウン・ボーフォートの娘レディー・エレノア・ネヴィルと結婚した。彼女の兄弟にはリチャード・ネヴィルとセシリー・ネヴィルがいた。
彼らは10人の子供をもうけている。
- 第3代ノーサンバランド伯ヘンリー・パーシー （1421年7月25日 - 1461年3月29日）
- キャサリン・パーシー - 初代ケント伯エドマンド・グレイと結婚
- イグリモント卿トマス・パーシー （1422年11月29日 - 1460年7月10日） - ノーサンプトンの戦いで戦死

| イングランドの爵位 | イングランドの爵位                 | イングランドの爵位      |
| ------------------ | ---------------------------------- | ----------------------- |
| 先代 新設          | ノーサンバランド伯 1416年 - 1455年 | 次代 ヘンリー・パーシー |